# Ashby St Mary
Pour les articles homonymes, voir Ashby.
Ashby St Mary est une paroisse civile et un village du Norfolk, en Angleterre.